# 山田稔 (テレビドラマ監督)
山田 稔（やまだ みのる、1926年6月23日 - 1995年8月25日）は日本のテレビドラマ・映画監督。東京府東京市牛込区（現在の東京都新宿区牛込）出身。旧制第一高等学校理科甲類卒業。
ウェザーマップ所属でTBSラジオなどに出演する気象予報士の水谷花那子は孫。

## 来歴
少年時代を満州国で過ごす。終戦後、旧制第一高等学校へ進学。
1947年、高校卒業後は出版社に勤務するが、その後東宝教育映画に入社し、助監督や制作進行などを務めた。
その後、設立後間もない東映に契約社員として移籍する形で入社。数々の東映映画に助監督として参加する。1965年にテレビドラマ『馬喰一代』で監督としてデビュー。1960年代後半からは平山亨がプロデュースする特撮テレビ映画の監督を手がけるようになり、『悪魔くん』『ジャイアントロボ』『キャプテンウルトラ』などの作品に携わった。
1971年に、『仮面ライダー』制作のために立ち上げられた東映生田スタジオにて、演出陣をまとめるため設立された東京映像企画代表取締役に就任。同作品の中心監督の1人として活躍し、その後も仮面ライダーシリーズやスーパー戦隊シリーズなど多くのキャラクター作品を演出。ベテラン監督として、長きに渡り第一線で活躍した。仮面ライダーシリーズでは第1作『仮面ライダー』からテレビスペシャル『10号誕生!仮面ライダー全員集合!!』までのすべてのシリーズに携わった唯一の監督である。スーパー戦隊シリーズも第4作『電子戦隊デンジマン』を除く第1作『秘密戦隊ゴレンジャー』から第12作『超獣戦隊ライブマン』までの作品に参加した。演出作品数は、東映ヒーロー作品だけで300本以上である。
しかし還暦を迎えた頃喉に癌が見つかり、当時ローテーションに入っていた『超新星フラッシュマン』から離脱を余儀なくされた。その後1年間のブランクを経て監督復帰を果たすが、1988年に『超獣戦隊ライブマン』第11話「頭脳獣を噛んだ男」を最後に自ら引退を決意し、後進に道を譲った。引退の理由について、山田の長女によると癌手術から復帰したものの、体力が続かずスタッフに介抱されることが多くなったため、周囲に迷惑を掛けたくないとして引退を決めたと証言している。
1995年8月25日、喉頭癌のため死去。69歳没。

## 作風
- 山田はせっかちな性格であったとされ、そのことは作品にも現れている。
  - 『仮面ライダー』で仮面ライダーに倒されたショッカー怪人が最後に爆発するという描写を用いたのは山田が最初であった[2][1]。それまでの回では、ショッカー怪人は倒された後に泡になって溶けるなどの描写がなされていたが、山田はテンポが悪いと感じ爆発するというアイデアを出した[2]。「必殺技を受けた怪人が爆発する」というパターンは仮面ライダーシリーズのみならず東映特撮作品の多くで踏襲された[2]。
  - 映画『仮面ライダー対ショッカー』では、再生怪人軍団が集結するシーンで山田は速めのパンを指示していた[2]。しかし、このシーンは子供たちに評判が良く、それならばゆっくり映せば良かったと反省したという[2]。
- ミニチュアの爆破が好きで、『仮面ライダー』では脚本になくてもクライマックスでショッカーのアジトを爆発させるシーンを入れていた[2][1]。
- ロケハンに熱心で、自身でも暇を見てロケに使えそうな場所を探していた[6][2][1][4]。これについては、画面へのこだわりよりも、火薬やライディングなどの撮影を円滑に進めるためであったとされる[6][2]。1988年のインタビューによると街中では制限が多く、遠方になると移動に時間がかかり撮影時間が削られてしまうなど、ロケ場所の選定に苦慮していたことを述べていた[6]。
- 山田に助監督で就いたことのある元東映の堀長文は、近年雑誌のインタビュー[要文献特定詳細情報]に答えた際「大人ものでうまい画を撮らせたら鷹森立一監督の独擅場だが、子供もので分かりやすい画を撮らせたら山田監督の右に出るものはいない」と山田を評している。
- 山田の作風について『仮面ライダーストロンガー』で主演した荒木しげるは、役者のやりたいことを見抜いて動きやすい方向で演出してくれるため、俳優として演じやすかったと述べている[7]。
- 『超獣戦隊ライブマン』に出演した嶋大輔は、山田について穏やかな人であったが、あまりにも静かなので心配になって声をかけたこともあると述べている[8]。
- 撮影技師の松村文雄は、カットを細かく割らずにセリフのつなぎでテンポを出す芝居回しが上手かったと証言している[2]。
- 大野剣友会の岡田勝によれば、立ち回りのアイデアを出すと実際にやらせ、是非をはっきりとさせていたという[2]。

## エピソード
- 『仮面ライダー』制作のため設立された東映生田スタジオは、東映以外の監督・助監督・制作担当らを束ねる東京映像企画の初代代表取締役社長を半年間務めた[9][1]。ただし、運営上の実務は東映の社員が担当していた[9]。
- 当時ライダーシリーズで撮影技師デビューを果たしたばかりの松村文雄は山田について「本当にやさしい人だった」と近年インタビュー[要文献特定詳細情報]にて語っている。
- 山田について『仮面ライダー』で主演した佐々木剛は、普段はとても優しいが遅刻した時はよく叱られたと述べている[10]。
- 仮面ライダーシリーズでは脚本家・伊上勝と組むことが多かった。
- 平山亨の著書[要文献特定詳細情報]によると、東映不思議コメディシリーズ『ペットントン』のパイロット監督を山田に依頼したが「俺は嫌だよ」と拒否されたという。また、平山が山田の死の直前に病床を見舞った際に『仮面ライダー』第9話撮影中に発生した藤岡弘、の事故の話題になり「自分が号令をかけなければ藤岡は怪我することがなかった。思い出しても身震いする」と、平山に語っている[11]。
- プロデューサーでは平山亨以外に阿部征司・吉川進・鈴木武幸と組むことも多かった。

## 監督作品

### テレビドラマ
太字はパイロットを担当。
- 馬喰一代（1965年12月 - 1966年3月、日本テレビ） ※監督デビュー作[2][4]
- スパイキャッチャーJ3（1965年10月 - 1966年3月、NET）
- 丸出だめ夫（1966年3月 - 1967年2月、日本テレビ）
- 悪魔くん（1966年10月 - 1967年3月、NET）
- マコ!愛してるゥ（1967年4月 - 1967年9月、TBS）
- キャプテンウルトラ（1967年4月 - 1967年9月、TBS）
- ジャイアントロボ（1967年10月 - 1968年4月、NET）
- ローンウルフ 一匹狼（1967年10月 - 1968年7月、日本テレビ）
- キイハンター（第23回）必死の逃亡1対3（1968年9月、TBS）
- 河童の三平 妖怪大作戦（1968年10月 - 1969年3月、NET）
- 新・日本剣客伝（第1話）後藤又兵衛（1969年1月、NET）
- ブラックチェンバー（1969年4月 - 1969年6月、フジテレビ）
- プレイガール（1969年 - 1971年、東京12ch）
  - （第5回）命知らずの女ども（1969年5月5日）
  - （第6回）女は裸で勝負する（1969/05/12）
  - （第8回）悪魔は女のどこに棲む（1969/05/26）
  - （第108回）情事は殺しの後にしろ！（1971/04/26）
- 柔道一直線（1969年6月 - 1971年4月、TBS）
- 特命捜査室（1969年7月 - 9月、フジテレビ）
- フラワーアクション009ノ1（1969年10月 - 12月、フジテレビ）
- ゴールドアイ（1970年2月 - 8月、日本テレビ）
- 江戸川乱歩シリーズ 明智小五郎（東京12ch）
  - （第15回）恐怖シリーズ　怪人二十面相　夜光人間（1970/07/18）
  - （第23回）恐怖シリーズ　紅い血をなめる女たち（1970/09/12）
  - （第24回）恐怖シリーズ　拝啓地下帝国殿下（1970/09/26）
- 打ち込め! 青春 （1971年1月 - 4月、NET）
- 仮面ライダーシリーズ
  - 仮面ライダー（1971年4月 - 1973年2月、MBS）
  - 仮面ライダーV3（1973年2月 - 1974年2月、MBS）
  - 仮面ライダーX（1974年2月 - 10月、MBS）
  - 仮面ライダーアマゾン（1974年10月 - 1975年3月、MBS）
  - 仮面ライダーストロンガー（1975年4月 - 12月、MBS）
  - 仮面ライダー (スカイライダー)（1979年10月 - 1980年10月、MBS）
  - 仮面ライダースーパー1（1980年10月 - 1981年9月、MBS）
  - 10号誕生!仮面ライダー全員集合!!（1984年1月3日、MBS）
- 好き! すき!! 魔女先生（1971年10月 - 1972年3月、ABC）
- 超人バロム・1（1972年4月 - 11月、YTV）
- 変身忍者 嵐（1972年4月 - 1973年2月、MBS）
- どっこい大作（1973年1月 - 1974年3月、NET）
- イナズマン（1973年10月 - 1974年3月、NET）
  - イナズマンF（1974年4月 - 9月、NET）
- スーパー戦隊シリーズ
  - 秘密戦隊ゴレンジャー（1975年4月 - 1977年3月、NET）
  - ジャッカー電撃隊（1977年4月 - 12月、ANB）
  - バトルフィーバーJ（1979年2月 - 1980年1月、ANB）
  - 太陽戦隊サンバルカン（1981年2月 - 1982年1月、ANB）
  - 大戦隊ゴーグルファイブ（1982年2月 - 1983年1月、ANB）
  - 科学戦隊ダイナマン（1983年2月 - 1984年1月、ANB）
  - 超電子バイオマン（1984年2月 - 1985年1月、ANB）
  - 電撃戦隊チェンジマン（1985年2月 - 1986年2月、ANB）
  - 超新星フラッシュマン（1986年3月 - 1987年2月、ANB）
  - 光戦隊マスクマン（1987年2月 - 1988年2月、ANB）
  - 超獣戦隊ライブマン（1988年2月 - 1989年2月、ANB）
- ザ・カゲスター（1976年4月 - 11月、NET）
- 5年3組魔法組（1976年12月 - 1977年10月、NET）
- 大鉄人17（1977年3月 - 11月、MBS）
- 透明ドリちゃん（1978年1月 - 7月、ANB）
- 宇宙からのメッセージ 銀河大戦（1978年7月 - 1979年1月、ANB）
- 胸キュン探偵団（1983年8月 - 9月、TBS）
- 宇宙刑事シャイダー（1984年3月 - 1985年3月、ANB）

### 映画
- 仮面ライダー対ショッカー（1972年3月、東映 以下同じ）
- 仮面ライダー対じごく大使（1972年7月）
- 仮面ライダーV3対デストロン怪人（1973年7月）
- 飛び出す立体映画 イナズマン（1974年3月）
- 秘密戦隊ゴレンジャー 爆弾ハリケーン!（1976年7月）
- 仮面ライダースーパー1（1981年3月）
- 超新星フラッシュマン（1986年3月）
- 超新星フラッシュマン 大逆転! タイタンボーイ（1987年3月、テレビシリーズの再編集版。東條昭平と共同監督）